# Cap d'Arguin
Pour les articles homonymes, voir Arguin.
Le cap d'Arguin (ou Râs Agâdîr) est un cap de Mauritanie situé sur l'océan Atlantique, au sud de Nouadhibou.
Il marque la limite nord du parc national du banc d'Arguin. 
Les îles les plus proches sont l'île Marguerite et l'île d'Arguin.